# Helga Guren
Helga Guren (* 22. Februar 1986) ist eine norwegische Schauspielerin.

## Leben und Karriere
Guren hat ihre Ausbildung an der Statens teaterhøgskole in Oslo, am Esper Studio (New York City) und am Dramatiska institutet (Stockholm) erhalten.
Derzeit spielt sie am Rogaland Teater in Stavanger.
Zuvor hatte sie Rollen am Riksteatret, Det Norske Teatret, Hålogaland Teater und am Königlichen Dramatischen Theater inne.
Guren spielt Hardangerfiedel und ist ehemalige Turnerin und Akrobatin. Sie hat an internationalen Tanz- und Theateraufführungen teilgenommen, unter anderem am Moderna dansteatern in Stockholm und beim ImPulsTanz – Vienna International Dance Festival in Wien.
Im August 2025 wurde sie beim norwegischen Filmpreis Amanda für ihre Arbeit im Film Loveable in der Kategorie für die beste Hauptrolle ausgezeichnet.

## Filmografie (Auswahl)
- 2008: Spørsmålstegn (Kurzfilm)
- 2014: Autumn Harvest (Kurzfilm)
- 2014: Blind
- 2016: Rosemari
- 2017: Handle with Care
- 2018: An Affair
- 2018: The Green Valley (Kurzfilm)
- 2018: Vann over ild
- 2019: Weihnachten zu Hause (Hjem til jul, Fernsehserie)
- 2020: 22. Juli (Fernsehserie)
- 2024: Loveable (Elskling)